# António Cardoso Cunha
António Cardoso Cunha (* 13. Juli 1915 in Penso; † 13. Juni 2004) war Bischof von Vila Real.

## Leben
António Cardoso Cunha empfing am 16. April 1938 die Priesterweihe.
Pius XII. ernannte ihn am 9. März 1956 zum Weihbischof in Beja und Titularbischof von Baris in Pisidia. Der Bischof von Beja, José do Patrocinio Dias, weihte ihn am 10. Juni desselben Jahres zum Bischof; Mitkonsekratoren waren Ernesto Sena de Oliveira, Erzbischof ad personam von Coimbra, und João da Silva Campos Neves, Bischof von Lamego.
Er nahm an allen Sitzungsperioden des Zweiten Vatikanischen Konzils teil. Paul VI. ernannte ihn am 13. Mai 1966 zum Koadjutorbischof von Vila Real. Nach dem Rücktritt António Valente da Fonsecas folgte er ihm am 10. Januar 1967 als Bischof von Vila Real nach.  Am 19. Januar 1991 nahm Papst Johannes Paul II. seinen altersbedingten Rücktritt an.